# Тіллабері (регіон)
Тіллабері (фр. Tillabéri) — регіон в Нігері. Площа його дорівнює 97 251 км². Чисельність населення складає 2 572 125 осіб (на 2011 рік). Щільність населення — 26,45 чол./км². Адміністративний центр регіону — місто Тіллабері.
На території Тіллабері знаходиться столиця країни Ніамей, виділена в особливу адміністративну одиницю.

## Географія
Регіон Тіллабері розташований на південному заході Нігеру. На північ від нього проходить державний кордон Нігеру з Малі, на захід від нього — державний кордон з Буркіна-Фасо, на південному заході — державний кордон з Беніном. На схід від Тіллабері лежить провінція Тахуа, на південний схід — провінція Досо.
Через провінцію Тіллабері протікає річка Нігер та її притоки Горволь, Ін-Атес, Сирба.

## Адміністративний поділ

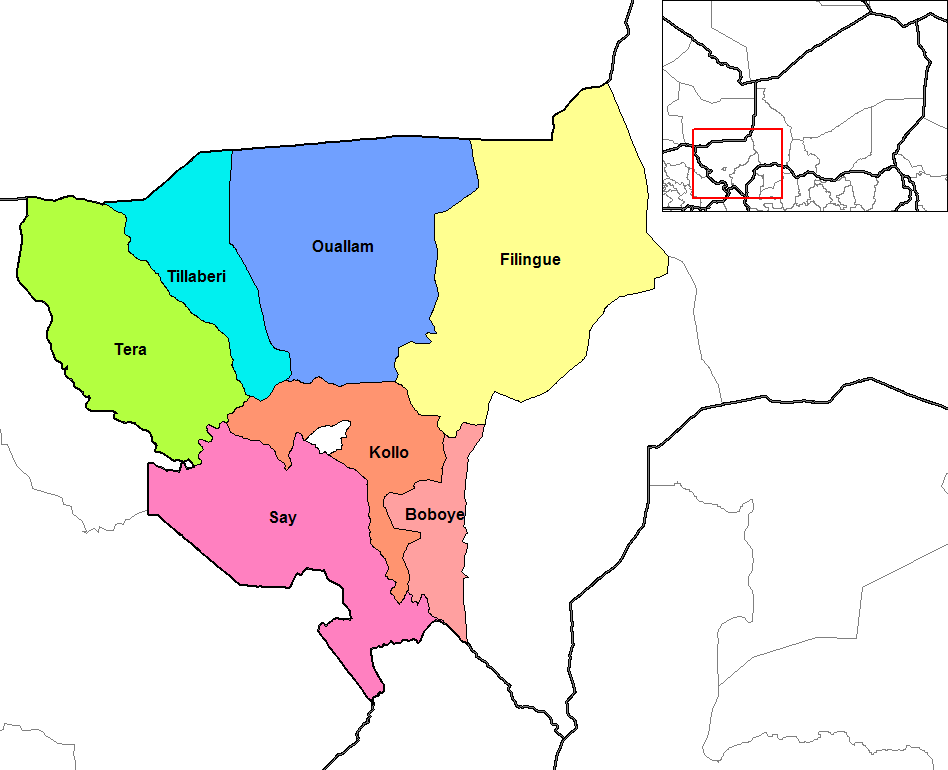
Департаменти регіону Тіллабері.

В адміністративному відношенні регіон поділяється на 6 департаментів та 1 муніципію (місто Тіллабері).
Департамент Філінг (Filingué):
- Площа: 26, 217 км²
- Населення: 553 127 чол. (2011)

Департамент Колло (Kollo):
- Поверхня: 10 002 км²
- Населення: 443 371 чол. (2011)

Департамент Валлам (Ouallam):
- Площа: 22, 093 км²
- Населення: 383 632 чол. (2011)

Департамент Се (Say):
- Площа: 14 430 км²
- Населення: 316 439 чол. (2011)

Департамент Тера (Téra):
- Поверхня: 15 794 км²
- Населення: 579 658 чол. (2011)

Департамент Тіллабері (Tillabéri):
- Площа: 8715 км²
- Населення: 295 898 чол. (2011)